# 99 будинків
«99 будинків» (англ. 99 Homes) — американський драматичний фільм, знятий Раміном Баграні. Світова прем'єра стрічки відбулась 29 серпня 2014 року на Венеційському міжнародному кінофестивалі. Фільм розповідає про корумпованого ріелтора Ріка Карвера, який виселяє одинокого батька Денніса Неша з його будинку.

## У ролях
- Ендрю Гарфілд — Денніс Неш
- Майкл Шеннон — Рік Карвер
- Лора Дерн — Лін Неш
- Ноа Ломакс[en] — Коннор Неш
- Тім Гвіні[en] — Френк Грін
- Кленсі Браун — містер Фрімен
- Дж. Д. Евермор — містер Таннер

## Визнання
| Нагороди та номінації фільму «99 будинків» | Нагороди та номінації фільму «99 будинків» | Нагороди та номінації фільму «99 будинків»        | Нагороди та номінації фільму «99 будинків» | Нагороди та номінації фільму «99 будинків» | Нагороди та номінації фільму «99 будинків» |
| Рік                                        | Кінопремія / Кінофестиваль                 | Категорія / Нагорода                              | Номінант                                   | Результат                                  |                                            |
| ------------------------------------------ | ------------------------------------------ | ------------------------------------------------- | ------------------------------------------ | ------------------------------------------ | ------------------------------------------ |
| 2015                                       | Венеційський кінофестиваль                 | «Золотий лев» за найкращий фільм                  | «99 будинків»                              | Номінація                                  |                                            |
| 2015                                       | Венеційський кінофестиваль                 | Нагорода імені Вітторіо Венето за найкращий фільм | «99 будинків»                              | Перемога                                   |                                            |
| 2015                                       | Венеційський кінофестиваль                 | Нагорода SIGNIS                                   | «99 будинків»                              | Спеціальна згадка                          |                                            |
| 2015                                       | Абу-Дабійський кінофестиваль               | «Чорна перлина» за найкращий фільм                | «99 будинків»                              | Номінація                                  |                                            |
| 2015                                       | Довільський американський кінофестиваль    | Спеціальний Гран-прі                              | «99 будинків»                              | Перемога                                   |                                            |
| 2015                                       | Film Club's The Lost Weekend               | Найкращий актор другого плану                     | Майкл Шеннон                               | Перемога                                   |                                            |
| 2015                                       | Кінопремія «Готем»                         | Найкращий актор                                   | Майкл Шеннон                               | Номінація                                  |                                            |
| 2015                                       | Премія «Незалежний дух»                    | Найкращий актор другого плану                     | Майкл Шеннон                               | Номінація                                  |                                            |
| 2016                                       | Премія «Золотий глобус»                    | Найкращий актор другого плану                     | Майкл Шеннон                               | Номінація                                  |                                            |